# Allée Valentin-Abeille
L'allée Valentin-Abeille est une voie située dans le quartier de la Chapelle du 18e arrondissement de Paris. 

## Situation et accès
En impasse, elle démarre elle-même de l'impasse Marteau.
L'allée Valentin-Abeille est située entre la bretelle de sortie du boulevard périphérique intérieur (porte de la Chapelle) au sud, et le cimetière parisien de la Chapelle au nord. En ce sens, elle tangente la limite communale de Saint-Denis.

## Origine du nom
Elle porte le nom du préfet et résistant, Valentin Abeille (1907-1944).

## Historique
Cette voie prend sa dénomination actuelle par un décret municipal du 30 décembre 1993.
Elle est située dans le périmètre de la ZAC Gare des Mines-Fillettes.

## Bâtiments remarquables et lieux de mémoire
L'allée ne dessert qu'une seule barre d'immeuble, la résidence Valentin Abeille, en lisière du cimetière. L'accès à cette impasse se fait d'ailleurs par un passage dans ce même immeuble.